# Établissements Armor
Établissements Armor war ein französischer Hersteller von Kraftfahrzeugen.

## Unternehmensgeschichte
Das Unternehmen hatte seinen Sitz in der Avenue Truedelaine in Paris. 1910 begann die Produktion von Motorrädern. Zwischen 1925 und 1928 entstanden auch Automobile. 1934 ging es in dem Konzern Alcyon auf. Letztmals erwähnt wird Armor 1957.

## Fahrzeuge

### Motorräder
Es entstanden Motorräder in den Klassen 100 cm³ (Zweitakter) und Viertakter ab 175 cm³ bis 500 cm³. Teils hatten die Motorräder schon Kardanantrieb und teils auch Motoren mit obenliegenden Nockenwellen, letzteres war vor 1970 eine Seltenheit und in der Regel nur abseits der Straße für Rennmaschinen realisiert.

### Automobile
Bei den Automobilen handelte es sich um Cyclecars. Für den Antrieb standen ein Einzylindermotor mit 98 cm³ Hubraum und ein Zweizylindermotor mit 496 cm³ Hubraum zur Verfügung.